# Resurrection (musikalbum av Kamera)
Resurrection är det svenska synthpopgruppen Kameras andra studioalbum. Det utgavs 2007 via Ultrachrome (Sverige) och Nettwerk (Europa och USA).
Den svenska utgåvan har två musikvideor i MPG-format av "Like a Drug", en svartvit och en i färg. På den amerikanska utgåvan har låten "Talk About" ersatts av "Fragile", vilken ursprungligen fanns med på bandets självbetitlade debutalbum Kamera (2003). År 2008 utkom en brittisk utgåva där också låtarna "At Work" och "Lies (Morgan Page Remix)" fanns med. "At Work" finns likt "Fragile" också med på gruppens debutalbum.
Resurrection producerades precis som debutalbumet av Björn Öqvist. Han mixade också "Love Surrounds Us", "I'm Gonna Be Your Lover" och "Another Sign of Love". Låten "Borderline" mixades av Jeremy Wheatley och "TV Lights" av John Kaplan. "Lies", "Like a Drug", "Disconnected", "I Was Made", "Talk About" och "I Lost Control" mixades av Lars Mårtén. Albumet mastrades av Christoffer Stannow, förutom "Borderline" och "TV Lights" som mastrades av Ted Jensen.
Från albumet släpptes singlarna "Like a Drug", "Lies" och "Borderline". Ingen av dessa nådde några listplaceringar. Albumet tog sig heller inte in på Svenska albumlistan.

## Låtlista
Där inte annat anges är låtarna skrivna av Carl DeLorean, Joakim Hjelm och Olof Ålenius.

### Svenska utgåvan
1. "Lies" – 3:29
2. "Borderline" – 3:40
3. "Like a Drug" – 3:14
4. "TV Lights" – 4:30 (Pettersson)
5. "Love Surrounds Us" – 3:41 (Björn Öqvist)
6. "Disconnected" – 4:06
7. "I Was Made" – 3:41 (Öqvist)
8. "Talk About" – 3:28
9. "I'm Gonna Be Your Lover" – 4:21
10. "I Lost Control" – 2:51
11. "Another Sign of Love" – 3:34

Video
1. "Like a Drug (Black and White)" – 3:08
2. "Like a Drug (Colour)" – 3:07

### Amerikanska utgåvan
1. "Lies" – 3:29
2. "Borderline" – 3:40
3. "Like a Drug" – 3:14
4. "TV Lights" – 4:30 (Pettersson)
5. "Love Surrounds Us" – 3:41 (Öqvist)
6. "Disconnected" – 4:06
7. "I Was Made" – 3:41 (Öqvist)
8. "Fragile" – 3:28 (Kamera)
9. "I'm Gonna Be Your Lover" – 4:21
10. "I Lost Control" – 2:51
11. "Another Sign of Love" – 3:34

### Brittiska utgåvan 2008
1. "Lies" – 3:29
2. "Borderline" – 3:40
3. "Like a Drug" – 3:14
4. "TV Lights" – 4:30 (Pettersson)
5. "Love Surrounds Us" – 3:41 (Öqvist)
6. "Disconnected" – 4:06
7. "I Was Made" – 3:41 (Öqvist)
8. "Fragile" – 3:28 (Kamera)
9. "I'm Gonna Be Your Lover" – 4:21
10. "I Lost Control" – 2:51
11. "Another Sign of Love" – 3:34
12. "At Work"
13. "Lies (Morgan Page Remix"

## Singlar

### "Like a Drug"

#### 2006 års version
1. "Like a Drug"
2. "Heartbeats Come Undone"

#### 2008 års version
1. "Like a Drug (Manhatten Clique Remix Edit)" – 4:02
2. "Like a Drug (Original Version)" – 3:14
3. "Like a Drug (Manhattan Clique Remix)" – 7:10
4. "Like a Drug (Discount Rhinos Remix)" – 8:55

### "Lies"
1. "Lies (Markus Schulz Radio Remix)" – 4:35
2. "Lies (Markus Schulz Vocal Remix)" – 8:18
3. "Lies (Morgan Page Vocal Remix)" – 7:12
4. "Lies (Redanka Vocal Remix)" – 9:04
5. "Lies (Redanka Instrumental)" – 9:04
6. "Lies (Morgan Page Dub)" – 7:12
7. "Lies (Album Version)" – 3:29

### "Borderline"
1. "Borderline" – 3:40

## Medverkande

### Musiker
- Kit Balance – bas
- Carl DeLorean – trummor
- Joakim Hjelm – sång
- Nico – synth
- Nina Stenberg – bakgrundssång på "I Lost Control"
- Linus Wiklund – gitarr

### Tekniskt
- Ted Jensen – mastering
- John Kaplan – mixning
- Lars Mårtén – mixning
- Christoffer Stannow – mastering
- Jeremy Wheatley – mixning
- Björn Öqvist – producent, tekniker, mixning, inspelning

## Mottagande
Resurrection har medelbetyget 2,8 av 5 på Kritiker.se, baserat på nio recensioner. Göteborgs-Posten, Nerikes Allehanda, Svenska Dagbladet, Upsala Nya Tidning och Värmlands Folkblad gav treor i betyg, medan Borås Tidning, Kristianstadsbladet och Muzic.se gav tvåor. Metica var allra mest positiv och gav betyget 7 av 10.
Allmusic gav betyget 4,5/5. Recensenten Jo-Ann Greene jämförde Kamera med The Sisters of Mercy, Duran Duran, Depeche Mode, Soft Cell och Pet Shop Boys.